# Un assassí una mica especial
Un assassí una mica especial (títol original: Grosse Pointe Blank) és una comèdia negra cinematogràfica estatunidenca dirigida per George Armitage, estrenada el 1997 i protagonitzada per John Cusack i Minnie Driver. Ha estat doblada al català.

## Argument
Mentre que els seus camarades de classe són gent respectable, Martin Blank ha fet fortuna com a assassí a sou. Però l'ofici esdevé cada cop menys interessant i sense futur. De retorn a Grosse Pointe per acabar un contracte i presenciar la festa dels antics alumnes del col·legi, es troba cara a cara amb un assassí a sou rival.

## Repartiment
- John Cusack: Martin Q. Blank
- Minnie Driver: Debi Newberry
- Alan Arkin: Dr. Oatman
- Dan Aykroyd: Botiguer
- Joan Cusack: Marcella
- Hank Azaria: Steven Lardner
- K. Todd Freeman: Kenneth McCullers
- Jeremy Piven: Paul Spericki
- Mitch Ryan: Bart Newberry
- Michael Cudlitz: Bob Destepello
- Benny Urquidez: Felix La PuBelle
- Duffy Taylor: Ultimart Carl
- Audrey Kissel: Arlene
- Carlos Jacott: Ken
- Brian Powell: Husky Man
- Ann Cusack: Amy
- D.V. DeVincentis: Dan Koretzky
- Barbara Harris: Mary Blank
- Wendy Thorlakson: Melanie, la criada
- Belita Moreno: Mme Kinetta
- Patrick O'Neill: Nathaniel
- Jenna Elfman: Tanya
- Steve Pink: Terry Rostand
- K. K. Dodds: Tracy
- Traci Dority: Jenny Slater
- Doug Dearth: Eckhart